# Минимальный интервал взлёта

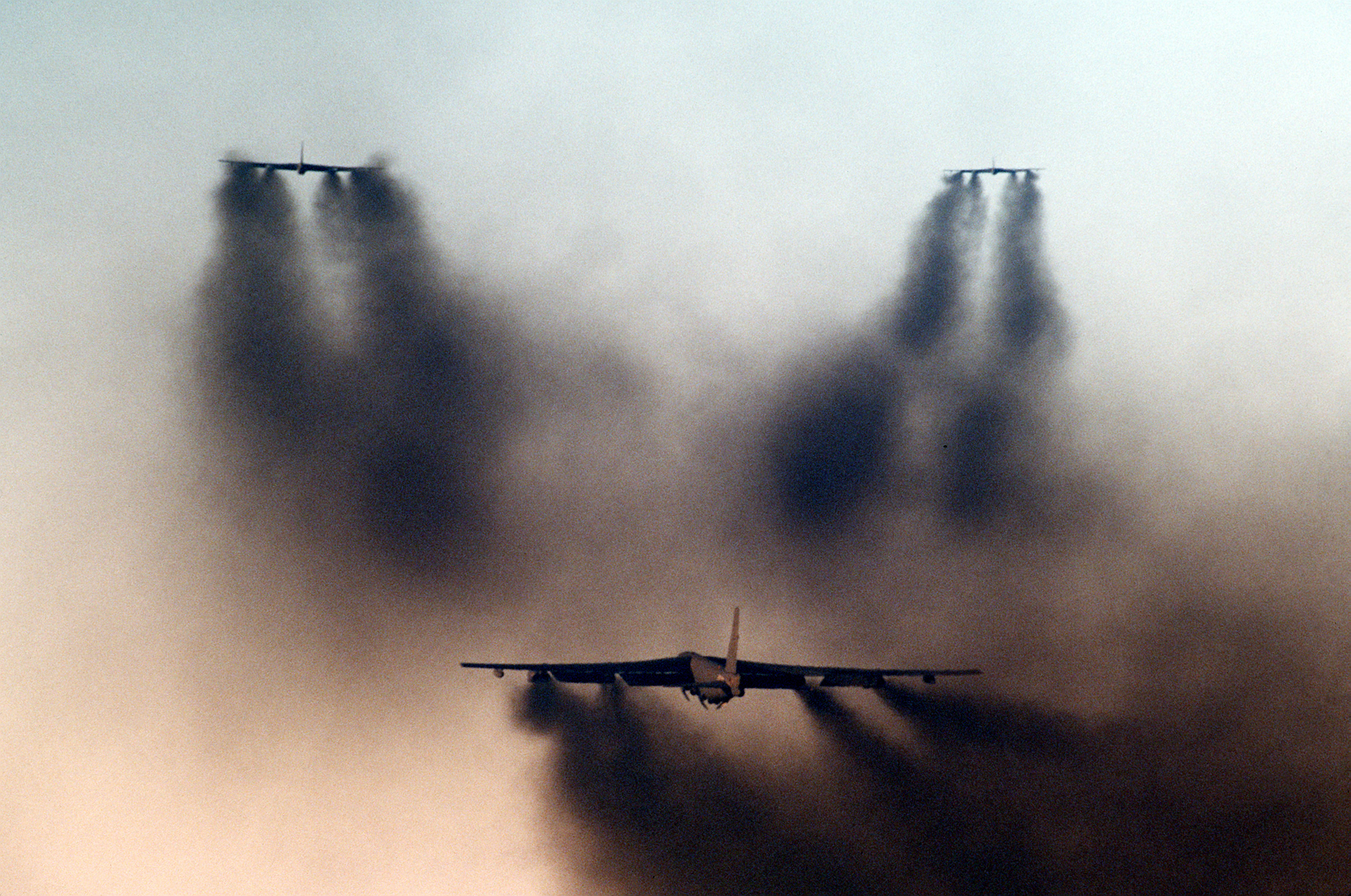
Три Boeing B-52 Stratofortress ВВС США используют тактику минимального интервала взлёта на базе военно-воздушных сил Барксдейл (1986)

Минимальный интервал взлёта (англ. Minimum Interval Takeoff) — методика срочного взлёта всех имеющихся на военно-воздушной базе бомбардировщиков и самолётов-заправщиков с интервалом от двенадцати до пятнадцати секунд, которая практикуется в Военно-воздушных силах США. Её назначение — запуск максимального числа самолётов за минимально возможное время, прежде чем база подвергнется ядерному удару, который бы уничтожил все воздушные суда, оставшиеся на земле. Хотя такая практика направлена на эффективный взлёт самолётов настолько быстро, насколько это возможно, она достаточно рискованна. Взлёт самолёта в воздушном потоке другой авиационной техники в такие короткие промежутки времени может привести к внезапным подъёмам или снижениям, что может привести к его переворачиванию. По меньшей мере, один самолёт разбился на взлёте из-за такой турбулентности.
Метод минимального интервала взлёта был разработан в ВВС США для того, чтобы флот бомбардировщиков поднялся в воздух в течение пятнадцати минут после сигнала ракетного нападения, то есть до того, как базы будут уничтожены. Несмотря на то, что эта тактика появилась во время Второй мировой войны, наиболее распространённой она стала во время холодной войны.